# Anastrepha maya
Anastrepha maya är en tvåvingeart som beskrevs av Hernandez-ortiz 2004. Anastrepha maya ingår i släktet Anastrepha och familjen borrflugor. Inga underarter finns listade i Catalogue of Life.